# یواس‌اس اترستتر (دی‌یی-۲۴۴)
یواس‌اس اترستتر (دی‌یی-۲۴۴) (به انگلیسی: USS Otterstetter (DE-244)) یک کشتی بود که طول آن ۳۰۶ فوت (۹۳ متر) بود. این کشتی در سال ۱۹۴۳ ساخته شد.